# Дискографія Мадонни (альбоми)
Див. також Дискографія Мадонни (сингли)
Дискографія альбомів Мадонни включає 12 студійних альбомів, 6 компіляцій, 3 саундтрекові альбоми, 3 концертних альбоми, 3 міні-альбомів, 3 реміксових альбоми та 17 колекційних видань.

## Альбоми

### Студійні альбоми
| Рік  | Деталі | Найвища позиція в чартах | Найвища позиція в чартах | Найвища позиція в чартах | Найвища позиція в чартах | Найвища позиція в чартах | Найвища позиція в чартах | Найвища позиція в чартах | Найвища позиція в чартах | Найвища позиція в чартах | Найвища позиція в чартах | Продажі                                                                            | Сертифікації |
| Рік  | Деталі | US                       | AUS                      | AUT                      | CAN                      | FRA                      | GER                      | ITA                      | SPA                      | SWI                      | UK                       | Продажі                                                                            | Сертифікації |
| ---- | --- | ------------------------ | ------------------------ | ------------------------ | ------------------------ | ------------------------ | ------------------------ | ------------------------ | ------------------------ | ------------------------ | ------------------------ | ---------------------------------------------------------------------------------- | --- |
| 1983 | Madonna - Видано: 27 липня 1983 - Лейбли: Sire, Warner Bros. - Формати: LP, касета, CD, picture disc                                | 8                        | 10                       | 15                       | 16                       | 8                        | 28                       | —                        | —                        | —                        | 6                        | - Світ: 10,000,000 - US: 5,000,000 - FRA: 232,500                                  | - US: 5 × Платиновий - AUS: 3 × Платиновий - FRA: Платиновий - GER: Золотий - SPA: Золотий - UK: Платиновий |
| 1984 | Like a Virgin - Випущено: 12 листопада 1984 - Лейбли: Sire, Warner Bros. - Формати: LP, picture disc, касета, CD                    | 1                        | 2                        | 3                        | 3                        | 2                        | 1                        | 1                        | 1                        | 3                        | 1                        | - Світ: 21,000,000 - US: 10,000,000 - FRA: 632,700 - UK: 1,640,000                 | - US: Діамантовий - AUS: 7 × Платиновий - CAN: Діамантовий - FRA: 2 × Діамантовий - GER: 3 × Золотий - SPA: Діамантовий - SWI: 2 × Діамантовий - UK: 3 × Діамантовий                                                     |
| 1986 | True Blue - Видано: 30 червня 1986 - Лейбли: Sire, Warner Bros. - Формати: LP, picture disc, касета, CD                             | 1                        | 1                        | 1                        | 1                        | 1                        | 1                        | 1                        | 1                        | 1                        | 1                        | - Світ: 24,000,000 - US: 7,000,000 - FRA: 1,353,110 - UK: 1,980,000                | - US: 7 × Платиновий - AUS: 4 × Платиновий - CAN: Діамантовий - FRA: Діамантовий - GER: 2 × Платиновий - SPA: 3 × Платиновий - UK: 7 × Платиновий                                                                        |
| 1989 | Like a Prayer - Випущено: 21 березня 1989 - Лейбли: Sire, Warner Bros. - Формати: LP, picture disc, касета, CD                      | 1                        | 4                        | 1                        | 1                        | 1                        | 1                        | 1                        | 1                        | 1                        | 1                        | - Світ: 20,000,000 - US: 5,000,000 - FRA: 769,500 - UK: 1,270,000                  | - US: 4 × Платиновий - AUS: 4 × Платиновий - AUT: Платиновий - CAN: 5 × Платиновий - FRA: 2 × Платиновий - GER: 3 × Золотий - SPA: 4 × Платиновий - SWI: 2 × Платиновий - UK: 4 × Платиновий                             |
| 1992 | Erotica - Випущено: 20 жовтня 1992 - Лейбли: Maverick, Sire, Warner Bros. - Формати: LP, picture disc, касета, CD                   | 2                        | 1                        | 5                        | 4                        | 1                        | 5                        | 2                        | 5                        | 4                        | 2                        | - Світ: 5,000,000 - US: 1,893,000                                                  | - US: 2 × Платиновий - AUS: 3 × Платиновий - AUT: Золотий - CAN: 2 × Платиновий - GER: Золотий - SPA: Платиновий - SWI: Золотий - UK: 2 × Платиновий                                                                     |
| 1994 | Bedtime Stories - Випущено: 25 жовтня 1994 - Лейбли: Maverick, Sire, Warner Bros. - Formats: LP, picture disc, касета, CD           | 3                        | 1                        | 7                        | 2                        | 2                        | 4                        | 2                        | 5                        | 4                        | 2                        | - Світ: 8,000,000 - US: 2,312,000 - FRA: 277,400                                   | - US: 3 × Платиновий - AUS: 2 × Платиновий - AUT: Золотий - CAN: 2 × Платиновий - EU: 2 × Платиновий - FRA: 2 × Золотий - GER: Платиновий - SPA: Платиновий - SWI: Золотий - UK: Платиновий                              |
| 1998 | Ray of Light - Випущено: 3 березня 1998 - Лейбли: Maverick, Warner Bros. - Формати: LP, касета, CD, digital download                | 2                        | 1                        | 2                        | 2                        | 2                        | 1                        | 1                        | 1                        | 1                        | 1                        | - Світ: 20,000,000 - US: 3,843,000 - FRA: 925,400 - UK: 1,710,000                  | - US: 4 × Платиновий - AUS: 3 × Платиновий - AUT: 2 × Платиновий - CAN: 7 × Платиновий - EU: 7 × Платиновий - FRA: 3 × Платиновий - GER: 3 × Платиновий - SPA: 3 × Платиновий - SWI: 3 × Платиновий - UK: 6 × Платиновий |
| 2000 | Music - Випущено: 19 вересня 2000 - Лейбли: Maverick, Warner Bros. - Формати: LP, касета, CD, digital download                      | 1                        | 2                        | 1                        | 1                        | 1                        | 1                        | 1                        | 2                        | 1                        | 1                        | - Світ: 15,000,000 - US: 2,925,000 - FRA: 682,400 - UK: 1,625,000                  | - US: 3 × Платиновий - AUS: 3 × Платиновий - AUT: Платиновий - CAN: 3 × Платиновий - EU: 5 × Платиновий - FRA: 2 × Платиновий - GER: 2 × Платиновий - SPA: 2 × Платиновий - SWI: 2 × Платиновий - UK: 5 × Платиновий     |
| 2003 | American Life - Випущено: 22 квітня 2003 - Лейбли: Maverick, Warner Bros. - Формати: LP, касета, CD, digital download               | 1                        | 3                        | 1                        | 1                        | 1                        | 1                        | 1                        | 2                        | 1                        | 1                        | - Світ: 4,000,000 - US: 677,000 - FRA: 467,900 - UK: 335,115                       | - US: Платиновий - AUS: Платиновий - CAN: Платиновий - EU: Платиновий - FRA: Платиновий - GER: Платиновий - SWI: Платиновий - UK: Платиновий                                                                             |
| 2005 | Confessions on a Dance Floor - Випущено: 15 листопада 2005 - Лейбл: Warner Bros. - Формати: Double LP, касета, CD, digital download | 1                        | 1                        | 1                        | 1                        | 1                        | 1                        | 1                        | 1                        | 1                        | 1                        | - Світ: від 8,000,000 до 12,000,000 - US: 1,703,000 - FRA: 702,300 - UK: 1,345,000 | - US: Платиновий - AUS: 2 × Платиновий - CAN: 5 × Платиновий - EU: 4 × Платиновий - FRA: Діамантовий - GER: 3 × Платиновий - SPA: 2 × Платиновий - SWI: 3 × Платиновий - UK: 4 × Платиновий                              |
| 2008 | Hard Candy - Випущено: 29 квітня 2008 - Лейбл: Warner Bros. - Формати: Double LP, касета, CD, digital download                      | 1                        | 1                        | 1                        | 1                        | 1                        | 1                        | 1                        | 1                        | 1                        | 1                        | - Світ: 3,800,000 - US: 739,000 - FRA: 207,669 - UK: 335,523                       | - US: Золотий - AUS: Платиновий - AUT: Платиновий - CAN: Платиновий - EU: Платиновий - FRA: Платиновий - GER: Платиновий - SPA: Золотий - SWI: Платиновий - UK: Золотий                                                  |
| 2012 | MDNA - Випущено: 26 березня 2012 - Лейбл: Live Nation, Interscope - Формати: Електронне завантаження                                | 1                        | 1                        | 3                        | 1                        | 2                        | 3                        | 1                        | 1                        | 2                        | 1                        | -                                                                                  | - |
| 2015 | Rebel Heart - Дата видання: 9 березня 2015 - Лейбл: Interscope, Boy Toy, Live Nation - Формати: CD, digital download                |                          |                          |                          |                          |                          |                          |                          |                          |                          |                          |                                                                                    | |
| 2019 | Madame X |                          |                          |                          |                          |                          |                          |                          |                          |                          |                          |                                                                                    | |

### Саундтрекові альбоми
| Рік  | Деталі | Найвищі позиції в чартах | Найвищі позиції в чартах | Найвищі позиції в чартах | Найвищі позиції в чартах | Найвищі позиції в чартах | Найвищі позиції в чартах | Найвищі позиції в чартах | Найвищі позиції в чартах | Найвищі позиції в чартах | Найвищі позиції в чартах | Продажі                                                        | Сертифікації |
| Рік  | Деталі | US                       | AUS                      | AUT                      | CAN                      | FRA                      | GER                      | ITA                      | SPA                      | SWI                      | UK                       | Продажі                                                        | Сертифікації |
| ---- | --- | ------------------------ | ------------------------ | ------------------------ | ------------------------ | ------------------------ | ------------------------ | ------------------------ | ------------------------ | ------------------------ | ------------------------ | -------------------------------------------------------------- | --- |
| 1987 | Who's That Girl - Випущено: 21 липня 1987 - Лейбли: Sire, Warner Bros. - Формати: LP, picture disc, касета, CD   | 7                        | 24                       | 5                        | 4                        | 2                        | 1                        | 2                        | 4                        | 4                        | 4                        | - Світ: 5,000,000 - US: 1,000,000 - FRA: 668,300 - UK: 320,000 | - US: Платиновий - AUS: Золотий - FRA: 2 × Платиновий - GER: Платиновий - SPA: Платиновий - UK: Платиновий                                                              |
| 1990 | I'm Breathless - Випущено: 22 травня 1990 - Лейбли: Sire, Warner Bros. - Формати: LP, picture disc, касета, CD   | 2                        | 1                        | 5                        | 2                        | 3                        | 1                        | 2                        | 2                        | 3                        | 2                        | - Світ: 7,000,000 - US: 3,240,000 - FRA: 411,900               | - US: 2 × Платиновий - AUS: 2 × Платиновий - AUT: Золотий - CAN: 2 × Платиновий - FRA: 2 × Золотий - GER: Золотий - SPA: 2 × Платиновий - SWI: Золотий - UK: Платиновий |
| 1996 | Evita - Випущено: 25 жовтня 1996 - Лейбл: Warner Bros. - Формати: LP, picture disc, касета, CD, digital download | 2                        | 5                        | 1                        | 5                        | 2                        | 2                        | 2                        | 16                       | 1                        | 1                        | - Світ: 11,000,000 - US: 2,005,000                             | - US: 5 × Платиновий - AUS: Платиновий - AUT: 2 × Платиновий - GER: Платиновий - SPA: Золотий - SWI: Платиновий - UK: 2 × Платиновий                                    |

### Компіляції
| Рік  | Деталі | Найвищі позицій в чартах | Найвищі позицій в чартах | Найвищі позицій в чартах | Найвищі позицій в чартах | Найвищі позицій в чартах | Найвищі позицій в чартах | Найвищі позицій в чартах | Найвищі позицій в чартах | Найвищі позицій в чартах | Найвищі позицій в чартах | Продажі                                                             | Сертифікації |
| Рік  | Деталі | US                       | AUS                      | AUT                      | CAN                      | FRA                      | GER                      | ITA                      | SPA                      | SWI                      | UK                       | Продажі                                                             | Сертифікації |
| ---- | --- | ------------------------ | ------------------------ | ------------------------ | ------------------------ | ------------------------ | ------------------------ | ------------------------ | ------------------------ | ------------------------ | ------------------------ | ------------------------------------------------------------------- | --- |
| 1987 | You Can Dance - Випущено: 17 листопада 1987 - Лейбли: Sire, Warner Bros. - Формати: LP, picture disc, касета, CD                              | 14                       | 13                       | 13                       | 11                       | 2                        | 13                       | 1                        | 16                       | 11                       | 5                        | - Світ: 5,000,000 - US: 1,265,000 - FRA: 414,700                    | - US: Платиновий - AUS: Платиновий - FRA: Платиновий - GER: Золотий - SPA: Платиновий - UK: Платиновий                                                                                             |
| 1990 | The Immaculate Collection - Випущено: 9 листопада 1990 - Лейбли: Sire, Warner Bros. - Формати: LP, picture disc, касета, CD, digital download | 2                        | 1                        | 6                        | 1                        | 2                        | 10                       | 2                        | 5                        | 3                        | 1                        | - Світ: 30,000,000 - US: 7,791,000 - FRA: 1,114,700 - UK: 3,565,000 | - US: Діамантовий - AUS: 11 × Платиновий - AUT: Платиновий - CAN: 7 × Платиновий - FRA: Діамантовий - GER: 3 × Золотий - SPA: 3 × Платиновий - SWI: Платиновий - UK: 12 × Платиновий               |
| 1995 | Something to Remember - Випущено: 7 листопада 1995 - Лейбли: Maverick, Warner Bros. - Формати: LP, picture disc, касета, CD                   | 6                        | 1                        | 1                        | 4                        | 3                        | 2                        | 1                        | 6                        | 7                        | 3                        | - Світ: 9,000,000 - US: 2,089,000 - FRA: 203,000 - UK: 1,040,000    | - US: 3 × Платиновий - AUS: 4 × Платиновий - AUT: Платиновий - CAN: 2 × Платиновий - EU: 3 × Платиновий - FRA: 2 × Золотий - GER: Платиновий - SPA: Золотий - SWI: Платиновий - UK: 3 × Платиновий |
| 2001 | GHV2 - Випущено: 13 листопада 2001 - Лейбли: Maverick, Warner Bros. - Формати: LP, picture disc, касета, CD, digital download                 | 7                        | 3                        | 1                        | 11                       | 2                        | 3                        | 7                        | 3                        | 3                        | 2                        | - Світ: 7,000,000 - US: 1,388,000 - FRA: 354,400 - UK: 805,000      | - US: Платиновий - AUS: Платиновий - EU: 2 × Платиновий - CAN: Платиновий - FRA: Платиновий - GER: Платиновий - SPA: 2 × Платиновий - SWI: Платиновий - UK: 2 × Платиновий                         |
| 2003 | Remixed & Revisited - Випущено: 24 листопада 2003 - Лейбли: Maverick, Warner Bros. - Формат: CD                                               | 115                      | —                        | —                        | —                        | —                        | —                        | —                        | —                        | 80                       | —                        | - US: 115,000                                                       | |
| 2009 | Celebration - Випущено: 18 вересня 2009 - Лейбл: Warner Bros. - Формати: Double LP, CD, digital download                                      | 7                        | 6                        | 4                        | 1                        | 1                        | 1                        | 1                        | 2                        | 3                        | 1                        | - US: 274,000 - FRA: 98,300 - UK: 370,231                           | - US: Золотий - AUS: Золотий - EU: Платиновий - FRA: Платиновий - GER: Золотий - ITA: Multi-platinum - SPA: Золотий - SWI: Золотий - UK: Платиновий                                                |

### Концертні альбоми
| Рік  | Деталі | Найвищі позиції в чартах | Найвищі позиції в чартах | Найвищі позиції в чартах | Найвищі позиції в чартах | Найвищі позиції в чартах | Найвищі позиції в чартах | Найвищі позиції в чартах | Найвищі позиції в чартах | Найвищі позиції в чартах | Найвищі позиції в чартах | Продажі                                 | Сертифікації                                                      |
| Рік  | Деталі | US                       | AUS                      | AUT                      | CAN                      | FRA                      | GER                      | ITA                      | SPA                      | SWI                      | UK                       | Продажі                                 | Сертифікації                                                      |
| ---- | --- | ------------------------ | ------------------------ | ------------------------ | ------------------------ | ------------------------ | ------------------------ | ------------------------ | ------------------------ | ------------------------ | ------------------------ | --------------------------------------- | ----------------------------------------------------------------- |
| 2006 | I'm Going to Tell You a Secret - Випущено: 20 червня 2006 - Лейбл: Warner Bros. - Формати: CD, DVD, picture disc, digital download      | 33                       | 1                        | 12                       | 4                        | 8                        | 8                        | 1                        | —                        | 7                        | 18                       | - US: 85,000 - FRA: 53,000 - UK: 39,000 | - AUS: Платиновий - FRA: Золотий - GER: Золотий - SPA: Платиновий |
| 2007 | The Confessions Tour - Випущено: 30 січня 2007 - Лейбл: Warner Bros. - Формати: CD, DVD, digital download                               | 15                       | 1                        | 2                        | 2                        | 1                        | 2                        | 1                        | 1                        | 2                        | 7                        | - US: 148,000 - UK: 90,000              | - AUS: Платиновий - AUT: Платиновий - GER: 2 × Платиновий         |
| 2010 | Sticky & Sweet Tour - Випущено: 30 березня 2010 - Лейбли: Warner Bros., Live Nation - Формати: CD, DVD, Blu-ray, digital download       | 10                       | 3                        | 3                        | 3                        | 6                        | 11                       | 2                        | 3                        | 5                        | 17                       | - US: 82,000 - UK: 21,000               | - AUS: Золотий - FRA: Золотий - GER: Золотий - ITA: Золотий       |
| 2013 | MDNA Worl tour - Випущено: 6 вересня 2013 - Лейбли: Interscope, Live Nation - Формати: 2CD · DVD+2CD · Blu-ray · DVD · Digital download | 90                       | -                        | -                        | -                        | 6                        | -                        | 2                        | 4                        | -                        | 55                       | - US: 18,000 - UK: 7,358                | - CAN: Platinum                                                   |

## Міні-альбоми
| Рік  | Деталі                                                                                             |
| ---- | -------------------------------------------------------------------------------------------------- |
| 1985 | 12"ers+2 - Випущено: 6 вересня 1985 - Лейбли: Sire, Warner Bros. - Формати: LP, CD                 |
| 1989 | Madonna 1983—1989 - Випущено: 20 вересня 1989 - Лейбли: Sire, Warner Bros. - Формати: LP, CD       |
| 1991 | The Holiday Collection - Випущено: 2 червня 1991 - Лейбли: Sire, Warner Bros. - Фрмати: CD, касета |

## Реміксові альбоми
| Рік  | Деталі |
| ---- | --- |
| 1989 | Remixed Prayers - Випущено: 23 серпня 1989 - Лейбли: Sire, Warner Bros. - Формати: LP, CD                            |
| 2001 | GHV2 Remixed: The Best of 1991—2001 - Випущено: 20 листопада 2001 - Лейбли: Maverick, Warner Bros. - Формати: LP, CD |
| 2006 | Confessions Remixed - Випущено: 11 квітня 2006 - Лейбл: Warner Bros. - Формати: 3 × Vinyl, CD                        |

## Колекційні видання
| Рік  | Деталі |
| ---- | --- |
| 1991 | The Royal Box - Випущено: Січень 1991 - Лейбли: Sire, Warner Bros. - Формати: CD, касета                                                                  |
| 1996 | CD Single Collection - Випущено: 25 листопада 1996 - Лейбли: Maverick, Sire, Warner Music Japan - Формат: CD                                              |
| 1999 | The Immaculate Collection/You Can Dance - Випущено: 1999 - Лейбли: WEA Music, Warner Music France - Формат: CD                                            |
| 2000 | 3 for One - Випущено: 31 жовтня 2000 - Лейбли: Warner Music Australia - Формат: CD                                                                        |
| 2000 | Like a Virgin/Madonna — The First Album - Випущено: 17 жовтня 2000 - Лейбли: WEA Music, Warner Music France - Формат: CD                                  |
| 2000 | You Can Dance/Erotica - Випущено: 17 жовтня 2000 - Лейбли: WEA Music, Warner Music France - Формат: CD                                                    |
| 2002 | True Blue/Like a Virgin - Випущено: 20 вересня 2002 - Лейбли: Warner Strategic Marketing, Warner Music France - Формат: CD                                |
| 2002 | 2 CD Hit Collection - Випущено: 2002 - Лейбли: Warner Music Germany - Формат: CD                                                                          |
| 2002 | The Best of I + II - Випущено: 2002 - Лейбли: Warner Music Germany - Формат: CD                                                                           |
| 2003 | American Life: Special Limited Edition Box - Випущено: 22 квітня 2003 - Лейбли: Maverick, Warner Bros. - Формат: CD                                       |
| 2003 | Édition Spéciale 2CDs: American Life + Remixed & Revisited - Випущено: 9 грудня 2003 - Лейбли: Maverick, Warner Music France - Формат: CD                 |
| 2005 | American Life/Music - Випущено: 2005 - Лейбли: Warner Strategic Marketing, Warner Music France - Формат: CD                                               |
| 2005 | American Life/Music/Ray of Light - Випущено: 2005 - Лейбли: Warner Strategic Marketing, Warner Music France - Формат: CD                                  |
| 2005 | Confessions on a Dance Floor: Special Edition Box - Випущено: 13 грудня 2005 - Лейбл: Warner Bros. - Формат: CD                                           |
| 2006 | The Complete Collection - Випущено: Серпень 2006 - Лейбл: Warner Music UK - Формат: CD, DVD                                                               |
| 2008 | Hard Candy: Limited Collector's Edition Candy Box - Випущено: 29 квітня 2008 - Лейбл: Warner Bros. - Формат: CD                                           |
| 2008 | Madonna: Dalle Origini Al Mito (From the Beginning to the Myth) - Випущено: від 20 червня до 29 серпня 2008 - Лейбл: Warner Music Italy - Формат: CD, DVD |